# Gåstjärnen (Näskotts socken, Jämtland)
Gåstjärnen är en sjö i Krokoms kommun i Jämtland och ingår i Indalsälvens huvudavrinningsområde.